# Krąglica
Krąglica – szczyt o wysokości 943 m n.p.m. w Bieszczadach Zachodnich, w Wysokim Dziale. 